# Mesothyrsa
Mesothyrsa är ett släkte av fjärilar. Mesothyrsa ingår i familjen plattmalar.
Kladogram enligt Catalogue of Life:
| Mesothyrsa | \| \| Mesothyrsa aeolopis \| \| \| \| \| \| Mesothyrsa docilis \| \| \| \| |
|            | \| \| Mesothyrsa aeolopis \| \| \| \| \| \| Mesothyrsa docilis \| \| \| \| |
|            | Mesothyrsa aeolopis                                                        |
|            |                                                                            |
|            | Mesothyrsa docilis                                                         |
|            |                                                                            |